# Strade Bianche 2017
La 11.ª edición de la Strade Bianche  se disputó el 4 de marzo de 2017 sobre un recorrido de 175 km con inicio y final en la ciudad de Siena, Italia.
La carrera formó parte del UCI WorldTour 2017 por primera vez 1.UWT. calendario ciclístico de máximo nivel mundial, siendo la quinta carrera de dicho circuito. Previamente la carrera hacia parte de la categoría 1.HC en el calendario UCI Europe Tour desde 2007.
El polaco Michał Kwiatkowski del Team Sky se convirtió en el segundo corredor, después de Fabian Cancellara, en ganar más de una edición de la carrera, luego de atacar en un grupo de 4 ciclistas a 15 kilómetros de meta y siendo capaz de llegar en solitario a meta. El segundo lugar fue para el belga Greg Van Avermaet (BMC Racing) a 15 segundos del ganador, mientras que la tercera plaza del pódium  fue para Tim Wellens (Lotto Soudal).

## Recorrido
La carrera comienza y termina en la ciudad de Siena, realizados en su totalidad en el sur de la provincia de Siena, en la Toscana. La carrera es especialmente conocido por sus caminos de tierra blanca (strade bianche o sterrati).
En cuanto al recorrido de la edición de 2017, apenas habrá diferencias en los primeros kilómetros respecto a la prueba del 2016 con el regreso de la ascensión a Bagnaia, que supondrá, además, el segundo tramo de gravilla y que llevaba ausente de la cita italiana desde 2014.
Como dato curioso, la organización de la carrera ha dedicado un tramo al exciclista Fabian Cancellara, sobre uno de los tramos de gravilla más icónicos de la carrera, el que hasta ahora era conocido como el tramo de Monte Sante Marie de 11,5 kilómetros que terminan a falta de 43 kilómetros para la línea de meta en Siena.
En total, serán 62 kilómetros los que, divididos en once sectores, estén cubiertos de gravilla (sterrati), un porcentaje realmente llamativo en una carrera que se disputa sobre una distancia total de 175 kilómetros.
La carrera termina como en años anteriores en la famosa Piazza del Campo de Siena, después de una estrecha ascensión adoquinada en la Via Santa Caterina, en el corazón de la ciudad medieval, con tramos de hasta el 16% de pendiente.
Sectores de caminos de tierra:
| Número | Nombre                                | Km    | Longitud (m) | Categoría         |
| ------ | ------------------------------------- | ----- | ------------ | ----------------- |
| 1      | Vidritta                              | 11,4  | 2.100        | *                 |
| 2      | Bagnaia                               | 17    | 4.700        | *                 |
| 3      | Radi                                  | 27,8  | 4.400        | * · * · *         |
| 4      | Str. Commune di Murlo                 | 38,5  | 5.500        | *                 |
| 5      | Lucignano d'Asso                      | 64,7  | 11.900       | * · * · *         |
| 6      | Pieve a Salti                         | 80    | 8.000        | * · * · * · *     |
| 7      | San Martino in Grania                 | 102,2 | 9.500        | * · * · *         |
| 8      | Monte Sante Marie - Fabian Cancellara | 121   | 11.500       | * · * · * · * · * |
| 9      | Monteaperti                           | 150,2 | 800          | *                 |
| 10     | Colle Pinzuto                         | 155,6 | 2.400        | * · * · * · *     |
| 11     | Le Tolfe                              | 162   | 1.100        | * · * · *         |

## Equipos participantes
Tomaron parte en la carrera 21 equipos: 18 de categoría UCI ProTeam y 3 de categoría Profesional Continental.
| WorldTeams (18)- AG2R La Mondiale - Astana - Bahrain-Merida - BMC Racing Team - Bora-Hansgrohe - Cannondale-Drapac - Dimension Data - FDJ - Katusha-Alpecin - Lotto NL-Jumbo - Lotto-Soudal - Movistar Team - Orica-Scott - Quick-Step Floors - Sky - Team Sunweb - Trek-Segafredo - UAE Team Emirates Equipos continentales profesionales (3)- Androni Giocattoli - Bardiani CSF - Nippo-Vini Fantini |
| |

## Clasificaciones finales
- Las clasificaciones finalizaron de la siguiente forma:[5]

### Clasificación general
| \| Clasificación general \| Clasificación general \| Clasificación general \| Clasificación general \| Clasificación general \| \| Ciclista \| Ciclista \| Equipo \| Tiempo \| \| \| --------------------- \| ----------------------- \| --------------------- \| --------------------- \| --------------------- \| \| 1.º \| Michał Kwiatkowski \| Team Sky \| 4 h 42 min 42 s \| \| \| 2.º \| Greg Van Avermaet \| BMC Racing Team \| + 15 s \| \| \| 3.º \| Tim Wellens \| Lotto-Soudal \| + 17 s \| \| \| 4.º \| Zdeněk Štybar \| Quick-Step Floors \| + 23 s \| \| \| 5.º \| Tom Dumoulin \| Team Sunweb \| + 1 min 26 s \| \| \| 6.º \| Luke Durbridge \| Orica-Scott \| + 1 min 26 s \| \| \| 7.º \| Christopher Juul-Jensen \| Orica-Scott \| + 1 min 29 s \| \| \| 8.º \| Tiesj Benoot \| Lotto-Soudal \| + 2 min 20 s \| \| \| 9.º \| Thibaut Pinot \| FDJ \| + 2 min 23 s \| \| \| 10.º \| Scott Thwaites \| Dimension Data \| + 2 min 52 s \| \| \| 11.º \| José Gonçalves \| Katusha-Alpecin \| + 3 min 10 s \| \| \| 12.º \| Quentin Jauregui \| AG2R La Mondiale \| + 4 min 05 s \| \| \| 13.º \| Fabio Felline \| Trek-Segafredo \| + 4 min 05 s \| \| \| 14.º \| Luis León Sánchez \| Astana \| + 4 min 41 s \| \| \| 15.º \| Stefan Küng \| BMC Racing Team \| + 5 min 31 s \| \| \| 16.º \| Vegard Stake Laengen \| UAE Team Emirates \| + 5 min 41 s \| \| \| 17.º \| Gianni Moscon \| Team Sky \| + 5 min 55 s \| \| \| 18.º \| Ondřej Cink \| Bahrain-Merida \| + 6 min 22 s \| \| \| 19.º \| Edvald Boasson Hagen \| Dimension Data \| + 8 min 15 s \| \| \| 20.º \| Truls Engen Korsæth \| Astana \| + 8 min 15 s \| \| |                         |                   |                 |
| |                         |                   |                 |
| Fuentes: ProCyclingStats Cycling Quotient |                         |                   |                 |
| Clasificación general |                         |                   |                 |
| Ciclista | Ciclista                | Equipo            | Tiempo          |
| 1.º | Michał Kwiatkowski      | Team Sky          | 4 h 42 min 42 s |
| 2.º | Greg Van Avermaet       | BMC Racing Team   | + 15 s          |
| 3.º | Tim Wellens             | Lotto-Soudal      | + 17 s          |
| 4.º | Zdeněk Štybar           | Quick-Step Floors | + 23 s          |
| 5.º | Tom Dumoulin            | Team Sunweb       | + 1 min 26 s    |
| 6.º | Luke Durbridge          | Orica-Scott       | + 1 min 26 s    |
| 7.º | Christopher Juul-Jensen | Orica-Scott       | + 1 min 29 s    |
| 8.º | Tiesj Benoot            | Lotto-Soudal      | + 2 min 20 s    |
| 9.º | Thibaut Pinot           | FDJ               | + 2 min 23 s    |
| 10.º | Scott Thwaites          | Dimension Data    | + 2 min 52 s    |
| 11.º | José Gonçalves          | Katusha-Alpecin   | + 3 min 10 s    |
| 12.º | Quentin Jauregui        | AG2R La Mondiale  | + 4 min 05 s    |
| 13.º | Fabio Felline           | Trek-Segafredo    | + 4 min 05 s    |
| 14.º | Luis León Sánchez       | Astana            | + 4 min 41 s    |
| 15.º | Stefan Küng             | BMC Racing Team   | + 5 min 31 s    |
| 16.º | Vegard Stake Laengen    | UAE Team Emirates | + 5 min 41 s    |
| 17.º | Gianni Moscon           | Team Sky          | + 5 min 55 s    |
| 18.º | Ondřej Cink             | Bahrain-Merida    | + 6 min 22 s    |
| 19.º | Edvald Boasson Hagen    | Dimension Data    | + 8 min 15 s    |
| 20.º | Truls Engen Korsæth     | Astana            | + 8 min 15 s    |

## UCI World Ranking
La Strade Bianche otorga puntos para el UCI WorldTour 2017 y el UCI World Ranking, este último para corredores de los equipos en las categorías UCI ProTeam, Profesional Continental y Equipos Continentales. Las siguientes tablas son el baremo de puntuación y los corredores que obtuvieron puntos:
| Posición   | 1º  | 2º  | 3º  | 4º  | 5º  | 6º  | 7º | 8º | 9º | 10º |
| Puntuación | 300 | 250 | 215 | 175 | 120 | 115 | 95 | 75 | 60 | 50  |

| 1.º  | Michał Kwiatkowski      | Sky               | 300 |
| 2.º  | Greg Van Avermaet       | BMC Racing        | 250 |
| 3.º  | Tim Wellens             | Lotto Soudal      | 215 |
| 4.º  | Zdeněk Štybar           | Quick-Step Floors | 175 |
| 5.º  | Tom Dumoulin            | Sunweb            | 120 |
| 6.º  | Luke Durbridge          | Orica-Scott       | 115 |
| 7.º  | Christopher Juul Jensen | Orica-Scott       | 95  |
| 8.º  | Tiesj Benoot            | Lotto Soudal      | 75  |
| 9.º  | Thibaut Pinot           | FDJ               | 60  |
| 10.º | Scott Thwaites          | Dimension Data    | 50  |